# Black Dog, Red Dog
Black Dog, Red Dog es una película estadounidense de drama, suspenso y familiar de 2015, dirigida por Adriana Cepeda Espinosa, James Franco, Anastasia Frank y Pedro Gómez Millán, que a su vez la escribieron junto a Faisal Azam, musicalizada por Sebastián Kauderer, en la fotografía estuvieron Pepe Avila del Pino y Pedro Gómez Millán, los protagonistas son Olivia Wilde, Logan Marshall-Green y James Franco, entre otros. El filme fue realizado por Black Dog, Red Dog, Elysium Bandini Studios, Hello Please y RabbitBandini Productions, se estrenó el 23 de julio de 2015.

## Sinopsis
La vida de Stephen Dobyns, su manera de coexistir, su relación con las mujeres y el cambio de periodista a poeta.